# Hugoton
Hugoton är en stad i Stevens County i sydvästra Kansas, USA. Hugoton har 3 560 invånare (2006). Den har enligt United States Census Bureau en area på totalt 4,6 km², allt är land